# Бевз Валерій Ананійович
Вале́рій Ана́нійович Бевз (*27 січня 1953, Козинці), генерал-лейтенант міліції, член КПУ до 2013 р.; ВР України, член фракції КПУ (з 11.2007), секретар Комітету з питань законодавчого забезпечення правоохоронної діяльності (з 12.2007).

## Життєпис
Народився 27 січня 1953 (с. Козинці Вінницької обл.); дружина Маріанна Анатоліївна (1955) — пенс.; дочка Світлана (1980) — слідчий.
Освіта: Горьківська вища школа МВС СРСР (1974—1978); Академія МВС СРСР (1991).
- 1971—1973 — служба в армії.
- 1978—1996 — інспектор, ст. інспектор, начальник відділення держ. служби боротьби з економічною злочинністю, 1-й заступник начальника, начальник райвідділу внутр. справ, начальник штабу, заступник начальника управління — начальник управління кадрів, начальник управління роботи з особовим складом, 1-й заступник начальника УМВС України у Вінницькій обл. — начальник кримінальної міліції.
- З 06.1996 — начальник УМВС України в Чернівецькій обл.
- З 12.1996 — начальник УМВС України в Чернігівській обл.
- 2000—2003 — нач., УМВС України у Вінницькій обл.
- 09.2003-2004 — ректор, Одеський юридичний інститут Національного університету внутрішніх справ.
- 02.2004-2005 — заступник голови Вінницької облдержадміністрації — керівник апарату.
- 03.-11.2007 — заступник Міністра України з питань надзвичайних ситуацій та у справах захисту населення від наслідків Чорнобильської катастрофи[1][2].

Голова постійної комісії з питань зміцнення законності і правопорядку, охорони прав людини Вінницької облради (04.2006-2007).
Орден «За заслуги» III ст. (12.1999), II ст. (08.2010). Медалі «За бездоганну службу» III, II ст.

## Депутатська діяльність
Народний депутат України 6-го скликання з 11.2007 від КПУ, № 7 в списку, заступник Міністра України з питань надзвичайних ситуацій та у справах захисту населення від наслідків Чорнобильської катастрофи, член КПУ.
На виборах до Верховної ради 2012 року кандидат у народні депутати у окрузі № 11.
10 серпня 2012 року у другому читанні проголосував за Закон України «Про засади державної мовної політики», який суперечить Конституції України, не має фінансово-економічного обґрунтування і спрямований на знищення української мови. Закон було прийнято із порушеннями регламенту.